# Get on Up - A História de James Brown
Get on Up - A História de James Brown (em inglês:  Get on Up)  é um filme norte-americano de 2014 baseado na vida do famoso cantor de soul/funk James Brown, dirigido por Tate Taylor e escrito por Jez e John-Henry Butterworth. O filme é estrelado por Chadwick Boseman como Brown, Nelsan Ellis como Bobby Byrd, Dan Aykroyd como Ben Bart, Viola Davis como Susie Brown, Keith Robinson como Baby Roy, e Octavia Spencer como Tia Honey. O filme foi lançado em 1 de agosto de 2014.

## Elenco
- Chadwick Boseman como James Brown
- Jamarion Scott e Jordan Scott como James Brown (Criança)
- Nelsan Ellis como Bobby Byrd
- Dan Aykroyd como Ben Bart
- Viola Davis como Susie Brown
- Lennie James como Joseph Brown
- Fred Melamed como Syd Nathan
- Craig Robinson como Maceo Parker
- Jill Scott como Deidre Jenkins
- Octavia Spencer como Honey Washington
- Josh Hopkins como Ralph Bass
- Brandon Mychal Smith como Little Richard
- Tika Sumpter como Yvonne Fair
- Aunjanue Ellis como Vicki Anderson
- Tariq Trotter como Pee Wee Ellis
- Nick Eversman como Mick Jagger
- Charles R. Rooney como Presidente Lyndon B. Johnson

## Produção
A Imagine Entertainment listou "um filme biográfico sobre James Brown" como em desenvolvimento no ano de 2000, com script intitulado "Star Time" escrito por Steven Baigelman. Mick Jagger juntou-se como produtor e Jez e John-Henry Butterworth foram contratados para reescrever o roteiro intitulado provisoriamente "Superbad". Spike Lee foi cotado para dirigir o filme, mas a produção foi paralisada em 2006 devido à questões de licenciamento de música e investimento financeiro. O projeto foi reiniciado em 2012, quando Jagger tomou conhecimento de um projeto dos irmãos Butterworth. John-Henry Butterworth ficou fascinado pelo período conceito de celebridade em preparação para escrever. Os roteiristas tomaram a liberdade de incluir alguns fatos que não ocorreram na vida do artista. Spike Lee deixou a produção e, em outubro de 2012, Tate Taylor foi anunciado como diretor do filme. Em 29 de agosto de 2013, a Universal Pictures definiu que a data de lançamento seria 17 de outubro de 2014. Posteriormente, em novembro, a Universal adiantou o lançamento para 1 de agosto de 2014.

### Atores
Em 26 de agosto de 2013, a Universal selecionou Chadwick Boseman como protagonista na produção sobre James Brown. Boseman performou todas as danças e algumas das canções durante as filmagens. A trilha sonora é composta por gravações originais de James Brown. Em 17 de setembro, a Universal anunciou uma chamada para testes de elenco, que foram realizados em 21 de setembro. Em 30 de setembro, Tate Taylor selecionou Viola Davis para o papel de Susie Brown e Octavia Spencer para o papel de Tia Honey. Nelsan Ellis juntou-se ao elenco para interpretar Bobby Byrd, amigo de longa data de Brown. Lennie James interpretou o pai de James Brown, Joseph "Joe" James. No fim de outubro, Jill Scott e Dan Aykroyd foram adicionados ao elenco.
Em novembro, a Universal adicionou Keith Robinson ao projeto para o papel de Baby Roy, um membro da banda de Brown. A atriz e modelo Tika Sumpter também juntou-se ao elenco para interpretar a cantora Yvonne Fair. Houve um rumor de que Taraji P. Henson seria o ator de Tammi Terrell. O cantor e compositor britânico Mick Jagger foi interpretado por Nick Eversman e o ídolo estadunidense Little Richard foi interpretado por Brandon Mychal Smith.

### Filmagens
As filmagens tiveram início em 4 de novembro de 2013 em Natchez e em Jackson. no estado do Mississippi. Em 20 de dezembro de 2013, o filme foi paralisado e o elenco entrou de férias, retornando somente em janeiro de 2014. Em 13 de janeiro, a imprensa divulgou que o elenco havia realizado grandes cenas no Thalia Mara Hall, Mississippi Coliseum e outras localidades de Jackson. No total, Get on Up foi filmado em 49 dias.

## Trilha sonora
| N.º            | Título                                     | Intérprete(s)  | Duração |  |
| 1.             | "Get Up (I Feel Like Being a) Sex Machine" | James Brown    |         |  |
| 2.             | "The Payback, Pt. 1"                       | James Brown    |         |  |
| 3.             | "Out of Sight"                             | James Brown    |         |  |
| 4.             | "I Got You (I Feel Good)"                  | James Brown    |         |  |
| 5.             | "Caldonia"                                 | James Brown    |         |  |
| 6.             | "Please, Please, Please"                   | James Brown    |         |  |
| 7.             | "Night Train"                              | James Brown    |         |  |
| 8.             | "Papa's Got a Brand New Bag"               | James Brown    |         |  |
| 9.             | "It's a Man's Man's Man's World"           | James Brown    |         |  |
| 10.            | "Cold Sweat"                               | James Brown    |         |  |
| 11.            | "Mother Popcorn, Pt. 1"                    | James Brown    |         |  |
| 12.            | "I Got the Feelin'"                        | James Brown    |         |  |
| 13.            | "I Can't Stand Myself (When You Touch Me)" | James Brown    |         |  |
| 14.            | "Say It Loud – I'm Black and I'm Proud"    | James Brown    |         |  |
| 15.            | "Get Up (I Feel Like Being a) Sex Machine" | James Brown    |         |  |
| 16.            | "Super Bad"                                | James Brown    |         |  |
| 17.            | "Soul Power"                               | James Brown    |         |  |
| 18.            | "Try Me"                                   | James Brown    |         |  |
| 19.            | "Please, Please, Please"                   | James Brown    |         |  |
| 20.            | "Get Up Offa That Thing"                   | James Brown    |         |  |
| Duração total: | Duração total:                             | Duração total: | 73:20   |  |